# Rose on the Grave
«Rose on the Grave» es el primer sencillo musical de la banda Tarot,de su segundo álbum en estudio Follow Me into Madness.

## Canciones
1. «Rose on the Grave»
2. «I Don't Care Anymore»

- Datos: Q7368021